# Elecciones generales de Cuba de 1905
Las segundas elecciones generales se llevaron a cabo el 1 de diciembre de 1905. Tomás Estrada Palma resultó reelecto presidente, casi sin oposición efectiva, mientras que su Partido Moderado ganó los  doce asientos en el Senado y 31 de los 32 asientos en la Cámara de Representantes, ganando 27 de los 63 asientos. La participación electoral fue del 74.0%.

## Resultados

### Presidente
| Candidato                   | Partido                     | Votos   | %      |
| --------------------------- | --------------------------- | ------- | ------ |
| Tomás Estrada Palma         | Partido Moderado            | 306,874 | 96.51% |
| Votos inválidos o en blanco | Votos inválidos o en blanco |         | -      |
| Total                       | Total                       | 317,974 | 100    |
| Fuente: Nohlen              |                             |         |        |

### Senado
| Partido                     | Votos | % | Asientos |
| --------------------------- | ----- | - | -------- |
| Partido Moderado            |       |   | 12       |
| Votos inválidos o en blanco |       | - | -        |
| Total                       |       |   | 12       |
| Fuente: Nohlen              |       |   |          |

### Cámara de Representantes
| Partido                     | Votos | % | Asientos |
| --------------------------- | ----- | - | -------- |
| Partido Moderado            |       |   | 31       |
| Independientes              |       |   | 1        |
| Votos inválidos o en blanco |       | - | -        |
| Total                       |       |   | 32       |
| Fuente: Nohlen              |       |   |          |